# Hit FM
Hit FM es una cadena de radio española de ámbito nacional que emite una radiofórmula dirigida para un público entre 16 y 30 años. Pertenece al Grupo KISS Media, propietario también de Kiss FM, Hit TV y DKISS. Su primera emisión fue el 13 de abril de 2010 y cuenta con una audiencia de 189.000 oyentes, datos de la segunda oleada del EGM de julio de 2025. El 16 de enero de 2020 se presenta un nuevo y renovado logo y también una nueva y renovada página web.

## See also
[[]]
Wikipedia English muffins andas.

## Historia
Las primeras emisiones tuvieron lugar el 13 de abril de 2010, tras una fuerte campaña publicitaria en medios de comunicación e Internet. En su lanzamiento, esta cadena se publicitó como la primera emisora comercial de España sin publicidad. Sus eslóganes fueron "20.000 canciones sin publicidad" y "Música non-stop". 
El presidente del grupo, Blas Herrero, declaró que la emisora funcionaba como un complemento de Kiss FM, enfocado al público juvenil. Por ello, la cadena utilizó desde el comienzo redes sociales como Tuenti, Twitter o Facebook que juegan un papel clave en la comunicación de la compañía con sus oyentes.
Hit FM, con sede central en Madrid, emite en distintos puntos del país. Su red de emisoras se encuentra en expansión, incorporando recientemente nuevas frecuencias.

## Audiencia
Según los datos de audiencia correspondientes al Estudio General de Medios (EGM), Hit FM ha registrado estas audiencias: 
| año  | oleada          | oyentes                    | Ascensor      |
| ---- | --------------- | -------------------------- | ------------- |
| 2025 | 2.ª (verano)    | 189.000                    | Decrecimiento |
| 2025 | 1.ª (primavera) | 220.000                    | Decrecimiento |
| 2024 | 3.ª (otoño)     | 222.000                    | Crecimiento   |
| 2024 | 2.ª (verano)    | 215.000                    | Crecimiento   |
| 2024 | 1.ª (primavera) | 197.000                    | Crecimiento   |
| 2023 | 3.ª (otoño)     | 189.000                    | Crecimiento   |
| 2023 | 2.ª (verano)    | 185.000                    | Decrecimiento |
| 2023 | 1.ª (primavera) | 186.000                    | Decrecimiento |
| 2022 | 3.ª (otoño)     | 234.000                    | Crecimiento   |
| 2022 | 2.ª (verano)    | 196.000                    | Decrecimiento |
| 2022 | 1.ª (primavera) | 260.000                    | Crecimiento   |
| 2021 | 3.ª (otoño)     | 244.000                    | Decrecimiento |
| 2021 | 2.ª (verano)    | 265.000                    | Crecimiento   |
| 2021 | 1.ª (primavera) | 205.000                    | Decrecimiento |
| 2020 | 3.ª (otoño)     | 251.000                    | Crecimiento   |
| 2020 | 1.ª (primavera) | 226.000                    | Decrecimiento |
| 2019 | 3.ª (otoño)     | 251.000                    | Decrecimiento |
| 2019 | 2.ª (verano)    | 279.000                    | Crecimiento   |
| 2019 | 1.ª (primavera) | 240.000                    | Decrecimiento |
| 2018 | 3.ª (otoño)     | 285.000                    | Decrecimiento |
| 2018 | 2.ª (verano)    | 305.000 (máximo histórico) | Crecimiento   |
| 2018 | 1.ª (invierno)  | 270.000                    | Decrecimiento |
| 2017 | 3.ª (otoño)     | 283.000                    | Crecimiento   |
| 2017 | 2.ª (verano)    | 279.000                    | Crecimiento   |
| 2017 | 1.ª (invierno)  | 246.000                    | Decrecimiento |
| 2016 | 3.ª (verano)    | 264.000                    | Crecimiento   |
| 2016 | 2.ª (primavera) | 172.000                    | Crecimiento   |
| 2016 | 1.ª (invierno)  | 152.000                    | Decrecimiento |
| 2015 | 3.ª (otoño)     | 204.000                    | Crecimiento   |
| 2015 | 2.ª (primavera) | 186.000                    | Crecimiento   |
| 2015 | 1.ª (invierno)  | 175.000                    | Decrecimiento |
| 2014 | 3.ª (otoño)     | 198.000                    | Decrecimiento |
| 2014 | 2.ª (primavera) | 213.000                    | Decrecimiento |
| 2014 | 1.ª (invierno)  | 233.000                    | Crecimiento   |
| 2013 | 3.ª (otoño)     | 194.000                    | Crecimiento   |
| 2013 | 2.ª (primavera) | 180.000                    | Decrecimiento |
| 2013 | 1.ª (invierno)  | 200.000                    | Decrecimiento |
| 2012 | 3.ª (otoño)     | 236.000                    | Crecimiento   |
| 2012 | 2.ª (primavera) | 218.000                    | Crecimiento   |
| 2012 | 1.ª (invierno)  | 196.000                    | Crecimiento   |
| 2011 | 3.ª (otoño)     | 132.000                    | Crecimiento   |
| 2011 | 2.ª (primavera) | 110.000                    | Crecimiento   |
| 2011 | 1.ª (invierno)  | 39.000                     | Crecimiento   |
| 2010 | 3.ª (primavera) | 37.000                     | Sin cambios   |

## Frecuencias de Hit FM
Hit FM emite a través de FM, TDT y Satélite.
En el pasado también llegó a emitir a través de la frecuencia 828 AM en Tarrasa (Barcelona).

### FM[8]
| - Granada: 97.4 FM - Jerez de la Frontera - Cádiz: 87.7 FM - Sevilla: 90.9 FM - Zaragoza: 91.4 FM - Avilés: 88.5 FM - Gijón: 91.8 FM - Mogán/Gran Canaria (Las Palmas): 106.9 FM - Morro Jable/Fuerteventura (Las Palmas): 105.2 FM - San Bartolomé - Maspalomas/Gran Canaria (Las Palmas): 101.8 FM - Telde - Las Palmas de Gran Canaria/Gran Canaria: 105.0 FM - Adeje/Tenerife Sur (Santa Cruz de Tenerife): 97.2 FM - La Laguna - Santa Cruz de Tenerife/Tenerife: 106.3 FM - Los Realejos/Tenerife Norte (Santa Cruz de Tenerife): 102.9 FM - Tacoronte/Tenerife Norte (Santa Cruz de Tenerife): 100.7 FM | - Santander: 101.6 FM - Albacete: 99.9 FM - Toledo: 104.6 FM - Alcalá de Henares: 90.0 FM - Alcobendas - Fuente el Saz de Jarama: 106.6 FM - Guadalix de la Sierra: 98.5 FM - Madrid: 89.9 FM - Perales de Tajuña: 102.2 FM - Torrelaguna: 87.9 FM - Tres Cantos (Madrid Norte): 92.8 FM - Sagunto - Valencia: 101.7 FM - Ibiza/Ibiza: 96.6 FM - Palma de Mallorca/Mallorca: 96.6 FM - Sangüesa: 100.6 FM |

### FM(frecuencias no oficiales)
| - Almadén de la Plata (Sevilla): 90.9 FM - Herrera de los Navarros (Zaragoza): 103.5 FM - Huesca: 95.1 FM - Ayerbe (Huesca): 97.6 FM | - Ponferrada (León): 100.9 FM - Santiago de Compostela (La Coruña): 101.8 FM - Vigo (Pontevedra): 90.4 FM |

### TDT
| - Almería: MUX 47, 682 MHz - Cádiz: MUX 33, 570 MHz - Córdoba: MUX 21, 474 MHz - Granada: MUX 33, 570 MHz - Huelva: MUX 45, 666 MHz - Jaén: MUX 39, 618 MHz - Málaga: MUX 33, 570 MHz - Sevilla: MUX 45, 666 MHz - Huesca: MUX 41, 634 MHz - Teruel: MUX 41, 634 MHz - Zaragoza: MUX 33, 570 MHz - Oviedo: MUX 42, 642 MHz - Las Palmas de Gran Canaria: MUX 36, 594 MHz - Santa Cruz de Tenerife: MUX 42, 642 MHz - Santander: MUX 40, 626 MHz - Albacete: MUX 21, 474 MHz - Ciudad Real: MUX 21, 474 MHz - Cuenca: MUX 21, 474 MHz - Guadalajara: MUX 43, 650 MHz - Toledo: MUX 31, 554 MHz - Ávila: MUX 31, 554 MHz - Burgos: MUX 37, 602 MHz - León: MUX 37, 602 MHz - Palencia: MUX 37, 602 MHz - Salamanca: MUX 42, 642 MHz - Segovia: MUX 38, 610 MHz - Soria: MUX 33, 570 MHz - Valladolid: MUX 43, 650 MHz - Zamora: MUX 37, 602 MHz - Barcelona: MUX 41, 634 MHz - Gerona: MUX 42, 642 MHz - Lérida: MUX 25, 506 MHz - Tarragona: MUX 37, 602 MHz | - Ceuta: MUX 45, 666 MHz - Madrid: MUX 41, 634 MHz - Madrid Local: MUX 39, 618 MHz - Alicante: MUX 31, 554 MHz - Castellón de la Plana: MUX 21, 474 MHz - Valencia: MUX 31, 554 MHz - Badajoz: MUX 39, 618 MHz - Cáceres: MUX 39, 618 MHz - La Coruña: MUX 42, 642 MHz - Lugo: MUX 41, 634 MHz - Orense: MUX 42, 642 MHz - Pontevedra: MUX 31, 554 MHz - Palma de Mallorca: MUX 42, 642 MHz - Logroño: MUX 34, 578 MHz - Melilla: MUX 24, 498 MHz - Murcia: MUX 45, 666 MHz - Pamplona: MUX 34, 578 MHz - Bilbao (Vizcaya): MUX 28, 530 MHz - San Sebastián (Guipúzcoa): MUX 28, 530 MHz - Vitoria (Álava): MUX 43, 650 MHz |

### Satélite
- Hispasat: 11510 V SR 10000 FEC 3/4, DVB-S

## Merchandising
Fruto del buen funcionamiento de la emisora, en junio de 2012 se anunció la salida al mercado de un CD recopilatorio con el título "Hit FM: los éxitos del futuro" que se convirtió además en el eslogan de la emisora.